# Symfonie nr. 6 (Hovhaness)
Alan Hovhaness voltooide zijn Symfonie nr. 6 opus 173 Celestial Gate in 1959 .
In de jaren 1940-1949 maakte Hovhaness kennis met de Griekse schilder Hermon di Giovanno. Deze kunstschilder stimuleerde Hovhaness om zijn Armeense achtergrond (opnieuw) te bestuderen, maar ook te kijken naar de klassieken. In 1959 is het andersom, Hovhaness keek naar di Giovanno en met name naar zijn schilderij Celestial Gate. Het verhaal gaat voorts dat de naam van de symfonie afkomstig is van Hovhaness ontdekking van alle de mooie kunst uit het verleden.
De symfonie, die eigenlijk qua orkestratie een kamersymfonie is, bestaat uit een gedragen langgerekte melodielijn, die zich door het ensemble verplaatst. De eerste solo is voor de fagot en duurt 21 maten; de fagot wordt begeleid door pizzicato spelende strijkinstrumenten. Vervolgens is het de beurt aan de klarinet tegenover de altviolen. De muziek grijpt dan weer terug naar het begin, na eerst nog een kleine fuga geïntroduceerd te hebben; de fuga is een van Hovhaness stokpaardjes.
De muziek komt in een kleine stroomversnelling als de trompet aan zijn/haar solo begint. Accenten worden gelegd door de pauken (in een cyclus van 23 achtstenoten) en buisklokken (in een cyclus van 7 kwartnoten). De muziek verschuift naar een dansachtig ritme waarbij de beginmelodie gespeeld wordt door de contrabassen. In plaats van de fuga, schreef de componist hier een canon.
Na dit intermezzo keert de beginmelodie weer terug in de 7/4 maat (3 kwartnoten + 2 halve noten). De hymneachtige melodie lijn voert naar het slot, waarbij de muziek zich langzamerhand omringd weet door steeds vagere klanken, alsof een mist de muziek omgeeft.
Uiteraard bevat de symfonie de door de componist zo vaak toegepaste vrije ritmen in de solo, zodat alleen met het oor, het haast onmogelijk is een maatsoort te ontdekken.

## Orkestratie
- 1 dwarsfluit, 1 hobo, 1 klarinet, 1 fagot;
- 1 hoorns, 1 trompetten
- 1 stel pauken, buisklokken, 1 harp;
- violen, altviolen, celli, contrabassen

## Discografie
Het is relatief vaak opgenomen:
- Alan Hovhaness beet het spits af in 1975 met het Polyphonia Orchestra voor platenlabel Poseidon (alleen elpee op een privéplatenlabel); later verschenen op Crystal Records;
- Richard Aulden Clark verzorgde met het Manhattan Chamber Orchestra in 1993 een opname voor Koch International (niet meer verkrijgbaar)
- Rudolph Werten nam het in 1994 op met zijn I Fiamminghi voor Telarc